# 三潴軌道
三潴軌道（みづまきどう）は福岡県三潴郡大川町（現在の大川市）から国鉄鹿児島本線（現在のJR九州鹿児島本線）羽犬塚駅を結んだ蒸気軌道及びその事業者である。乗合自動車の台頭により業績不振で廃止された。

## 路線データ
- 路線距離：羽犬塚 - 下若津 13.4km、榎津 - 柳河 5.1km
- 軌間：914mm = 3ft
- 複線区間：なし（全線単線）
- 電化区間：なし（全線非電化）
- 動力：蒸気

## 歴史
1891年に九州鉄道羽犬塚停車場が開設されたことにより鉄道輸送が注目され、また1902年には八女郡福島町から羽犬塚停車場に南筑馬車鉄道が開通しており順調な経営も伝えられていた。
1907年に大川町深川文十他十余名が発起人となり三潴馬車軌道株式会社を創立することにし、内務大臣あて三潴郡大川町若津から八女郡羽犬塚村までの軌道敷設願を提出し特許が下付された。その後動力を馬匹から蒸気機関車に変更し、名称も三潴軌道にした。1908年7月7日より工事に着手。1909年6月21日に竣工し、8月13日に開通した。続いて1914年3月には柳河まで支線が開通した。
ところが柳河への支線の投資負担が過大となっており、また1912年に上久留米 - 若津間の路線を開業した大川鉄道がさらに明治橋までの延長も計画していたので、この影響を受けて乗客収入が大幅な減収となった三潴軌道は1916年10月の臨時株主総会において大川鉄道との合併も検討される状況になった。結局合併には到らなかったが1919年には若津 - 榎津 - 柳河間の路線を大川鉄道に譲渡し、榎津 - 羽犬塚間で営業を続けていくことになった。やがて残された区間も乗合自動車との競合により1930年になり廃止された。
- 1908年3月9日 - 軌道敷設及び営業の特許[4]
- 1908年4月9日 - 三潴軌道株式会社設立[5]
- 1909年8月13日 - 下若津 - 羽犬塚間開通[6]
- 1914年3月28日 - 榎津 - 船津口間開通
- 1917年5月12日 - 船津口 - 柳河間開通
- 1919年2月2日 - 下若津-柳河間を大川鉄道に譲渡[7]
- 1930年6月17日 - 榎津-羽犬塚間廃止[8][9]

路線の開廃は『私鉄史ハンドブック』による

## 輸送・収支実績
| 年度 | 乗客（人） | 貨物量（トン） | 営業収入（円） | 営業費（円） | 益金（円） | その他益金（円）   | その他損金（円）        | 支払利子（円） |
| ---- | ---------- | -------------- | -------------- | ------------ | ---------- | ------------------ | ----------------------- | -------------- |
| 1909 | 105,563    | 1,769          | 13,363         | 10,476       | 2,887      | 利子1,044          | 創業費償却3,028         | 80             |
| 1910 | 177,301    | 5,561          | 25,546         | 18,833       | 6,713      | 利子284補助金1,536 | 寄付金132               | 1,558          |
| 1911 | 196,509    | 6,066          | 27,246         | 18,796       | 8,450      | 利子71             |                         | 1,507          |
| 1912 | 141,959    | 7,929          | 26,300         | 17,980       | 8,320      | 利子53             |                         |                |
| 1913 | 127,618    | 8,672          | 25,272         | 16,909       | 8,363      |                    |                         |                |
| 1914 | 209,264    | 7,028          | 27,726         | 21,949       | 5,777      | 利子155            |                         | 1,225          |
| 1915 | 197,086    | 8,416          | 25,434         | 20,090       | 5,344      | 利子280            |                         | 1,441          |
| 1916 | 212,349    | 7,471          | 27,167         | 21,527       | 5,640      |                    |                         | 1,350          |
| 1917 | 244,287    | 4,704          | 34,373         | 30,676       | 3,697      |                    |                         |                |
| 1918 | 209,412    | 8,450          | 35,848         | 33,426       | 2,422      |                    |                         |                |
| 1919 | 132,490    | 6,490          | 34,061         | 29,481       | 4,580      |                    |                         |                |
| 1920 | 123,850    | 5,964          | 42,155         | 37,167       | 4,988      |                    |                         |                |
| 1921 | 129,011    | 6,603          | 43,723         | 37,001       | 6,722      |                    |                         |                |
| 1922 | 122,434    | 6,345          | 41,588         | 33,943       | 7,645      |                    |                         |                |
| 1923 | 123,690    | 6,135          | 40,941         | 33,650       | 7,291      |                    |                         |                |
| 1924 | 108,580    | 5,323          | 38,522         | 33,683       | 4,839      |                    |                         |                |
| 1925 | 92,125     | 5,420          | 29,079         | 26,674       | 2,405      | 16,717             | 他事業11,349償却金2,200 | 1,744          |
| 1926 | 114,534    | 6,930          | 28,989         | 24,855       | 4,134      | 5,119              | 償却金2,200             | 1,813          |
| 1927 | 101,995    | 5,194          | 26,246         | 23,992       | 2,254      | 4,889              | 償却金2,140             | 375            |
| 1928 | 91,426     | 4,086          | 20,639         | 24,001       | ▲ 3,362    | 自動車7,568        |                         | 836            |
| 1929 | 58,852     | 3,157          | 12,756         | 20,079       | ▲ 7,323    | 自動車9,458        |                         | 844            |
| 1930 | 5,211      | 805            | 1,426          | 3,327        | ▲ 1,901    | 自動車2,429        |                         |                |

- 鉄道院年報、鉄道院鉄道統計資料、鉄道省鉄道統計資料、鉄道統計資料各年度版
- 1909年度の貨物量の単位は個

## 車両
開業時には深川造船所（若津鉄工所）で蒸気機関車5両と客貨車が製作された。
1910年度蒸気機関車6両、客車5両（定員合計175人）、貨車7両（有蓋車2、無蓋車5）1919年に下若津-柳河間を大川鉄道に譲渡した時点で蒸気機関車4両、客車4両、貨車7両

## 運行状況
1920年の時刻表によると榎津 - 羽犬塚間を8往復。所要時間は54分
家具の材料や建具を貨物輸送したが、大川家具は従来通り荷車により運搬されたという。

## 駅一覧
羽犬塚 - 長崎 - 富久 - 四ヶ所 - 蛭池 - 侍島 - 八丁牟田 - 上八 - 中木 - 大橋（→本木） - 郷原 - 酒見 - 中原 - 榎津 - 明治橋 - 上若津 - 下若津
榎津 - 新茶屋 - 幡保 - 兼木 - 田口 - 坂井 - 高橋 - 船津口 - 柳河
榎津 - 下若津間、榎津 - 柳河間を大川鉄道へ譲渡
『日本鉄道旅行地図帳 12号 九州沖縄』による